# Bangtou
Bangtou (kinesiska: 榜头) är en köping i sydöstra Kina. Den ligger i Xianyou härad i staden Putian i provinsen Fujian, omkring 91 kilometer sydväst om provinshuvudstaden Fuzhou. Antalet invånare är 126 539. Befolkningen består av 61 482 kvinnor och 65 057 män. Barn under 15 år utgör 20,0 %, vuxna 15-64 år 71 %, och äldre över 65 år 8,0 %.